# Julia Friede
Julia Friede (* 1985 in Karl-Marx-Stadt) ist eine deutsche Schauspielerin.

## Leben und Karriere
Sie absolvierte ihre Schauspielausbildung von 2005 bis 2009 an der Hochschule für Schauspielkunst „Ernst Busch“ und schloss ihr Studium mit dem Diplom ab.
Schon während des Studiums spielte sie am Maxim Gorki Theater und am Berliner Ensemble. Von 2009 bis 2014 war sie festes Ensemblemitglied am Theater Bielefeld und spielte dort u. a. Marie in Woyzeck sowie Polly Peachum in der Dreigroschenoper. In der Spielzeit 2014/2015 war sie als freischaffende Schauspielerin am Theater und Orchester Heidelberg in Die heilige Johanna der Schlachthöfe und bei den Gandersheimer Domfestspielen zu sehen, wo sie für die Rolle der Rosalinde in Wie es euch gefällt als beste Schauspielerin mit dem Roswitha Ring ausgezeichnet wurde. Von 2015 bis 2018 war sie am Stadttheater Bremerhaven engagiert.
Ab Sommer 2018 arbeitete sie wiederum freischaffend und spielte bei den Freilichtspielen Schwäbisch Hall, den Burgfestspielen Bad Vilbel, am Schauspiel Essen und am Staatstheater Oldenburg.
Seit der Spielzeit 2021/22 ist Julia Friede festes Ensemblemitglied am Oldenburgischen Staatstheater.

## Filmografie
- 2009: 113 (Kurzfilm, Regie: Athanasios Karanikolas)
- 2012: Der Kriminalist (Fernsehkrimiserie im ZDF)
- 2023: Ein Fall für Conti – Wer wir waren (ZDF in Zusammenarbeit mit ARTE, Regie: Nathan Nill)
- 2023: Nord bei Nordwest, Der doppelte Lothar (Kriminalfilmreihe der ARD, Regie: Hinnerk Schönemann)

## Bühnenrollen (Auswahl)
- 2007: Der gute Mensch von Sezuan, Regie: Uta Koschel, Maxim-Gorki-Theater[3]
- 2009: Doña Rosita oder die Sprache der Blumen, Regie: Thomas Langhoff, Berliner Ensemble[4][5]
- 2009: Männerbeschaffungsmaßnahmen, Regie: Michael Heicks, Theater Bielefeld[6]
- 2009: Clavigo, Regie: Dariusch Yazdkhasti, Theater Bielefeld[7]
- 2010: Eine Familie (August: Osage County), Rolle: Jean, Regie: Michael Heicks, Theater Bielefeld[8]
- 2010: Der Hauptmann von Köpenick, Regie: Matthias Kaschig, Theater Bielefeld
- 2010: Der Boss vom Ganzen, Rolle: Mette, Regie: Alexander Hawemann, Theater Bielefeld
- 2010: Woyzeck, Rolle: Marie, Regie: Michael Heicks, Theater Bielefeld
- 2011: Das Prinzip Meese, Regie: Babett Grube, Theater Bielefeld
- 2011: Die Globen, Rolle: Bimm, Simone Younossi, Theater Bielefeld
- 2011: Die schmutzigen Hände, Rolle: Olga, Regie: Cilli Drexel, Theater Bielefeld
- 2011: Punk Rock, Rolle: Cissy Franks, Regie: Kerstin Lenhart, Theater Bielefeld
- 2012: Jenseits von Eden, Regie: Christian Schlüter, Theater Bielefeld
- 2012: Die Dreigroschenoper, Rolle: Polly Peachum, Regie: Michael Heicks, Theater Bielefeld
- 2012: Herminie, Regie: Michael Heicks, Theater Bielefeld[9][10]
- 2012: Erfolg, Rolle: Johanna Krain, Regie: Christian Schlüter, Theater Bielefeld
- 2013: Killer Joe, Rolle: Dotti, Regie: Tim Tonndorf, Theater Bielefeld[11]
- 2013: Alle sechzehn Jahre im Sommer – Trilogie des Veränderten Lebens, Regie: Michael Heicks, Theater Bielefeld
- 2013: Die spanische Fliege, Rolle: Wally, Regie: Christian Schlüter, Theater Bielefeld
- 2013: Alle andern, Rolle: Sana, Regie: Ronny Jakubaschk, Theater Bielefeld
- 2013: Gelber Mond – Die Ballade von Leila und Lee, Regie: Tim Tonndorf, Theater Bielefeld[12]
- 2014: Sommerfrische, Rolle: Giacinta, Regie: Thomas Klenk, Gandersheimer Domfestspiele[13]
- 2014: Ronja Räubertochter, Regie: Max Merker, Gandersheimer Domfestspiele
- 2014: Die heilige Johanna der Schlachthöfe, Rolle: Strohhut; Journalistin, Regie: Holger Schultze, Theater und Orchester Heidelberg[14]
- 2015: Wie es euch gefällt, Rolle: Rosalinde, Regie: Christian Doll, Gandersheimer Domfestspiele[15]
- 2015: EselHundKatzehahn, Regie: Nina Pichler, Gandersheimer Domfestspiele
- 2015: Friede in Gandersheim (Liederabend), Rolle: Friede, Regie: Judo Friedrich, Gandersheimer Domfestspiele
- 2015: Der Menschenfeind, Rolle: Éliante, Regie: Niels-Peter Rudolph, Stadttheater Bremerhaven
- 2016: Frühstück bei Tiffany, Rolle: Holly Golightly, Regie: Amina Gusner, Stadttheater Bremerhaven[16]
- 2016: Radikal, Rolle: Merle Schwalb; Agnes Dengelow, Regie: Paul Georg Dittrich, Stadttheater Bremerhaven
- 2016: Antigone, Rolle: Antigone, Regie: Antje Thoms, Stadttheater Bremerhaven[17]
- 2016: Das kunstseidene Mädchen (Liederabend), Rolle: Doris, Regie: Judo Friedrich, Stadttheater Bremerhaven
- 2017: Pinocchio, Rolle: Blaue Fee, Regie: Marcelo Díaz, Stadttheater Bremerhaven
- 2017: Der Sturm (Shakespeare), Rolle: Miranda, Regie: Lee Beagley, Stadttheater Bremerhaven
- 2017: Terror – Ihr Urteil, Rolle: Staatsanwältin Nelson, Regie: Alexander Schilling, Stadttheater Bremerhaven
- 2017: Eine Familie, Rolle: Ivy, Regie: Tim Egloff, Stadttheater Bremerhaven
- 2017: Die Opferung von Gorge Mastromas, Rolle: Luisa, Regie: Anne Spaeter, Stadttheater Bremerhaven
- 2018: Über Jungs oder Bin ich Küche, Regie: Julia Friede, Stadttheater Bremerhaven
- 2018: Auerhaus, Rolle: Cäcilia, Regie: Mark Zurmühle, Stadttheater Bremerhaven
- 2018: Blues Brothers, Rolle: Carrie, Regie: Michaela Dicu, Stadttheater Bremerhaven[18]
- 2018: Williams weite Welt, Regie: Christian Doll, Freilichtspiele Schwäbisch Hall[19]
- 2018: Der Zauberer von Oz, Rolle: Dorothy, Regie: Anne Spaeter, Schauspiel Essen[20]
- 2019: Frau Müller muss weg, Rolle: Jessica Höfels, Ulrich Cyran, Burgfestspiele Bad Vilbel
- 2019: Der dressierte Mann, Rolle: Helen, Regie: Ulrich Cyran, Burgfestspiele Bad Vilbel[21]
- 2019: 1984, Rolle: Julia, Regie: Milena Wichert, Burgfestspiele Bad Vilbel
- 2019: Bambi. Eine Lebensgeschichte aus dem Walde, Regie: Eike Gerrit Hannemann, Staatstheater Oldenburg, Ohnsorg Theater
- 2019: Der gestiefelte Kater, Regie: Krystyn Tuschhoff, Staatstheater Oldenburg
- 2020: Jedermann, Rolle: Buhlschaft, Glaube, Regie: Christian Doll, Freilichtspiele Schwäbisch Hall
- 2021: Die Wiedervereinigung der beiden Koreas. Regie: Peter Hailer, Staatstheater Oldenburg[22]
- 2021: Für immer Azzurro![23], Regie: Max Merker, Freilichtspiele Schwäbisch Hall
- 2021: Heidi, Rolle: Frl. Rottenmeier, Regie: Ingo Putz, Staatstheater Oldenburg
- 2022: Krähe und Bär[24], Rolle: Krähe, Regie: Ebru Tartıcı Borchers, Staatstheater Oldenburg, Ohnsorg Theater
- 2022: Faust. Eine Tragödie, Rolle: Mephistopheles, Regie: Robert Gerloff, Staatstheater Oldenburg
- 2022: Schwarze Schwäne, Rolle: Jüngere, Regie: Jana Milena Polasek, Staatstheater Oldenburg
- 2023: Reise der Verlorenen, Regie: Klaus Schumacher, Staatstheater Oldenburg
- 2023: Radziwill oder der Riss durch die Zeit, Regie: Luise Voigt, Staatstheater Oldenburg
- 2023: Die Ärztin, Rolle: Ruth Wolff, Regie: Klaus Schumacher, Staatstheater Oldenburg[25]
- 2024: Stolz und Vorurteil* (*oder so), Rolle: Tillie, Charlotte Lucas, Charles Bingley, Miss Bingley, Regie: Maja Delinic, Staatstheater Oldenburg
- 2024: EselHundKatzeHahn, Regie: Julia Friede, Freilichtspiele Schwäbisch Hall

## Auszeichnungen
- Roswitha-Ring[26] für die Rolle der Rosalinde in Wie es euch gefällt bei den Gandersheimer Domfestspielen[27]